# جيمي غاردنر (لاعب هوكي الجليد)
جيمي غاردنر هو لاعب هوكي الجليد كندي، ولد في 21 مايو 1881 في مونتريال في كندا، وتوفي بنفس المكان في 7 نوفمبر 1940.

## وصلات خارجية
- جيمي غاردنر على موقع EliteProspects.com (الإنجليزية)
- جيمي غاردنر على موقع HockeyDB.com (الإنجليزية)
- جيمي غاردنر على موقع Hockey-Reference.com (الإنجليزية)